# Roxelane (rivière)
Pour les articles homonymes, voir Roxelane (homonymie).
La Roxelane, également surnommée rivière des Blanchisseuses, est une rivière française, longue de 7,852 kilomètres, qui coule dans le nord-ouest du département de la Martinique et arrose les communes du Morne-Rouge et de Saint-Pierre. 

## Géographie

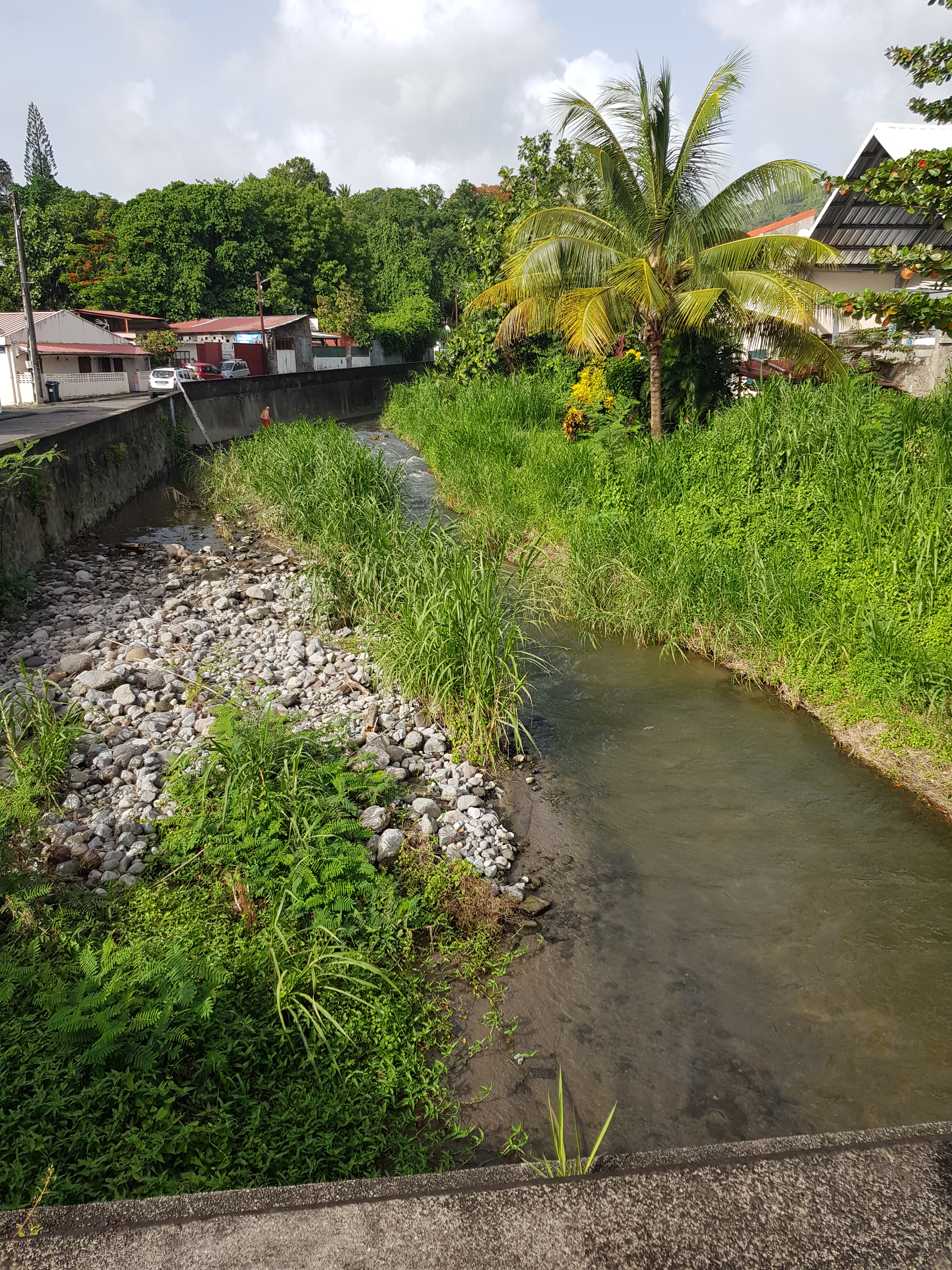
La rivière Roxelane en 2022 vue du pont Roche

La rivière Roxelane prend sa source au flanc de l'Aileron, sur le versant sud de la montagne Pelée, qu'elle dévale en deux kilomètres avant d'infléchir son cours vers la mer des Caraïbes, dans laquelle elle se jette à Saint-Pierre, dans la baie de Saint-Pierre, selon une orientation générale du nord-est au sud-ouest. L’eau à l’embouchure prend une couleur marron, surtout par temps de pluie. 
Son bassin versant, d'une superficie de 20 km2, comprend environ 82 km de cours d'eau et ravines et s'étend sur 3 communes : Fonds-Saint-Denis, Le Morne-Rouge et Saint-Pierre.

### Affluents
Parmi les principaux cours d'eau affluents de la Roxelane se trouvent la rivière du Jardin des Plantes (ex-rivière Poirier 6,5 km), la rivière Malingre, la rivière Balisier (4,5 km), la rivière Madame (3,5 km), la rivière Clitandre (3 km), la rivière la Calave (3 km) et la rivière Morestin (3 km).

## Toponymie
La rivière tient son nom du navire amiral de Pierre Belain d'Esnambuc, « Roxelane », qui jeta l'ancre à son embouchure le 15 septembre 1635.

## Histoire
C'est sur la rive droite de son embouchure que d'Esnambuc bâtit le Fort Saint-Pierre de la Martinique en 1635, qui donna naissance à la ville de Saint-Pierre. La Roxelane séparait le quartier administratif et résidentiel du Fort des deux autres quartiers du Centre et du Mouillage. Elle était enjambée par plusieurs ponts à Saint-Pierre, dont le pont Roche et le pont Vergé. Elle était surnommée la rivière des Blanchisseuses car toutes les nombreuses blanchisseuses de Saint-Pierre venaient nettoyer leur linge dans son lit, puis l'étendre sur les rochers pour le faire sécher.
L'Habitation La Montagne, qui a disparu en 1902, utilisait l'eau de la Roxelane pour la réalisation de son rhum. La Distillerie Depaz, qui lui a succédé, a conservé cette tradition pour la fabrication du rhum Depaz.